# NGC 1030
NGC 1030 é uma galáxia espiral (Sbc) localizada na direcção da constelação de Aries. Possui uma declinação de +18° 01' 26" e uma ascensão recta de 2 horas, 39 minutos e 50,5 segundos.
A galáxia NGC 1030 foi descoberta em 25 de Outubro de 1786 por William Herschel.